# Рассел Вілсон
Рассел Каррінгтон Вілсон (нар. 29 листопада 1988 року) — зірковий захисник команди «Піттсбург Стілерз» в Національній футбольній лізі (НФЛ). Пройшовши шлях від 10 сезонів із «Сіетл Сігокс» до двох років із «Денвер Бронкос», він продовжує залишатися одним із найвидатніших гравців свого покоління. Вілсон став легендою «Сігокс», дев'ять разів потрапляючи до Pro Bowl та приводячи команду до тріумфу в їхньому першому чемпіонаті Super Bowl XLVIII. Його впевнено називають одним із найкращих захисників подвійної загрози в історії американського футболу — спортсменом, здатним як на блискучі паси, так і на стрімкі прориви на полі.
Вілсон розпочав свою спортивну кар’єру як різнобічно талановитий гравець, виступаючи у коледжі і в футболі, і в бейсболі. Спершу він грав за «NC State Wolfpack» з 2008 по 2010 рік, а потім, у 2011 році, перейшов до команди «Wisconsin Badgers». Там він не лише встановив рекорд FBS за найвищий рейтинг пасів за сезон, але й привів команду до титулу Big Ten і знаменитого Rose Bowl у 2012 році.
Бейсбольна кар’єра Вілсона також була яскравою: у 2010 році він виступав за команду «Tri-City Dust Devils», а в 2011 році — за «Asheville Tourists» як гравець другої бази. Однак справжня зірка засяяла, коли «Сіетл Сігокс» вибрали Вілсона у третьому (75-му) раунді драфту НФЛ 2012 року. Як новачок, він миттєво вийшов на лідерські позиції, зрівнявшись з рекордом Пейтона Меннінга за кількістю пасових тачдаунів і заслуживши титул новачка року Pepsi NFL.
Вілсон зіграв ключову роль у шляху «Сіетл Сігокс» до двох поспіль Супербоулів. Вони здобули тріумф у Super Bowl XLVIII, проте наступного року, у Super Bowl XLIX, їм не вдалося повторити успіх: на останніх секундах, біля самої лінії воріт, пас Вілсона перехопив Малкольм Батлер, що призвело до поразки.
За дев’ять сезонів у НФЛ Вілсон встановив рекорд за кількістю перемог як захисник, ставши одним із трьох захисників в історії ліги з кар'єрним рейтингом пасів понад 100. У 2019 році він підписав із «Сігокс» чотирирічний контракт на $140 мільйонів, що зробило його найбільш високооплачуваним гравцем НФЛ на той час. Наступного року Вілсон увійшов в історію як лише третій захисник, що досягав тридцяти тачдаунів чотири сезони поспіль.
У 2022 році Вілсона обміняли в «Денвер Бронкос», де він підписав п'ятирічний контракт на $245 мільйонів. Однак, новий розділ його кар’єри був затьмарений невдачами: в сезоні 2022 року «Бронкос» мали найгірший гольовий напад у лізі. У сезоні 2023 року Вілсона посадили на лаву запасних через фінансові причини, а після завершення сезону його звільнили. Незабаром він підписав однорічну угоду з «Піттсбург Стілерз», де сподівається повернути собі лідерські позиції та успіх на полі.
Вілсон відомий не лише спортивними здобутками, а й своєю відданістю благодійності. У 2020 році він отримав престижне звання Людини року Волтера Пейтона, а в 2022-му — премію Барта Старра за внесок у суспільство та спортивну етику. Вілсон також є частковим власником футбольного клубу «Сіетл Саундерс» з MLS. Після його входження до складу акціонерів команда здобула Кубок MLS у 2019 році, що стало особливим досягненням для всіх, хто підтримує «Саундерс».

## Раннє життя та походження
Вілсон народився в лікарні Христа в Цинциннаті, але своє дитинство провів у Річмонді, штат Вірджинія. Його батьки — Гаррісон Бенджамін Вілсон III, талановитий юрист, і Теммі Вілсон (уроджена Тернер), енергійний директор медсестри. У нього є старший брат Гаррісон IV і молода сестра Анна, з якими він поділяв теплу атмосферу родинного дому.
З раннього віку Вілсон був оточений спортивним духом. Вже в чотири роки він почав грати у футбол разом зі своїм батьком і братом, насолоджуючись моментами спільної гри. Але справжній старт його спортивної кар'єри відбувся в шостому класі, коли він вперше взяв участь в організованій грі за команду молодіжного футболу Tuckahoe Tomahawks. Цей момент став важливим етапом на шляху до великих досягнень у майбутньому.
Прапрадід Вілсона пережив період рабства в родині полковника Конфедерації, однак після закінчення Громадянської війни в США був звільнений. Це була важлива частина його родинної історії. Дідусь Вілсона по батьковій лінії, Гаррісон Б. Вілсон-молодший, зробив значний внесок у освіту як президент Університету штату Норфолк, а також був спортсменом, виступаючи в футболі та баскетболі в Університеті штату Кентуккі. Його бабуся по батьківській лінії, Анна В. Вілсон, була викладачем в Університеті штату Джексон.
З боку матері, дідусь Вілсона, А. Б. Джексон, був відомим художником, що підкреслює різноманітність і глибину родинної спадщини.
Аналіз генетичної спадщини показав, що Вілсон на 62% має африканське походження, 36% європейське, а також невелику частину Західної і Середньої Азії (1% кожна). Його європейське коріння сягає аж до 524 року нашої ери, зокрема до святого Арнульфа з Меца та Карла Великого. Крім того, Вілсон також згадує про корінні американські корені, хоча він не уточнив, з якого саме племені.
Батько Вілсона, Гаррісон Бенджамін Вілсон III, був видатним спортсменом, який грав у футбол та бейсбол в університеті Дартмут. У 1980 році він також був частиною передсезонної команди «Сан-Дієго Чарджерс» у Національній футбольній лізі, що підкреслює його високий рівень як спортсмена.
Брат Вілсона, Гаррі, також обрав спортивну кар'єру — він грав у футбол та бейсбол в університеті Річмонда, демонструючи велику спортивну майстерність. Сестра Вілсона, Анна, зробила свій внесок у спортивну родину, граючи в баскетбол в Стенфорді, що є одним з найпрестижніших університетів США.
Ця спортивна традиція в родині Вілсона створила основу для його власних досягнень на футбольному полі..
Батько Вілсона, Гаррісон Бенджамін Вілсон III, трагічно помер 9 червня 2010 року у віці 55 років від ускладнень діабету. Це сталося лише наступного дня після того, як сам Расселл Вілсон був обраний на драфті командою «Скелястими горами» (Denver Broncos). Ця подія стала важким випробуванням для Вілсона, оскільки він втратив батька в один з найважливіших моментів своєї кар'єри.

## Кар'єра середньої школи
Расселл Вілсон відвідував Collegiate School, престижну підготовчу школу в Річмонді, штат Вірджинія, де почав проявляти свої спортивні таланти. У 2005 році, будучи молодшим, він продемонстрував вражаючі результати, кинувши 3287 ярдів та 40 тачдаунів у сезоні. Крім того, він продовжував показувати відмінні результати в інших іграх, набираючи 634 ярди та 15 тачдаунів.
Ці досягнення не залишилися непоміченими, і Вілсона неодноразово визнали найкращим гравцем року за версією Richmond Times. Він був удостоєний титулів гравця всього району, регіону та штату, що підтвердило його статус одного з найкращих молодих спортсменів у своєму класі.
Будучи старшим в Collegiate School, Вілсон продовжив показувати надзвичайні результати. Він набрав 3009 ярдів пасу, кинув 34 тачдауни, а також допустив лише сім перехоплень. Крім того, він продовжував проявляти свою універсальність, пробивши 1132 ярди і забивши 18 тачдаунів на землі.
Завдяки своїм видатним досягненням, Вілсон був названий гравцем усіх конференцій і штатів, а також отримав титул гравця конференції року. Він привернув увагу навіть на національному рівні, будучи представленим у Sports Illustrated за свої вражаючі виступи в грі чемпіонату штату. Окрім спортивних досягнень, Вілсон також був президентом свого старшого класу, демонструючи лідерські якості не тільки на полі, але й в позаурочному житті.
Під час навчання в середній школі Вілсон відвідував Академію Меннінга Пасінга, літню футбольну клініку, яку проводив Пейтон Меннінг — неодноразовий переможець титулу MVP НФЛ і майбутній захисник Залу слави. Ця зустріч зі знаменитим квотербеком стала важливою віхою для Вілсона, адже вона не тільки дала йому можливість покращити свої навички, але й залишила значний слід у його кар'єрі.
Через багато років, коли Вілсон прилетів до Денвера для обговорення можливості приєднатися до «Денвер Бронкос», Пейтон Меннінг впізнав його. Це була приємна та знакова подія, адже саме Меннінг, який нещодавно підписав контракт з «Бронкос», згадував Вілсона як молодого гравця, який колись проходив тренування під його керівництвом. Цей момент підкреслює, як важливі зустрічі можуть вплинути на майбутнє навіть через багато років.
Окрім своєї футбольної кар'єри, Вілсон також був активним учасником інших видів спорту в університетській школі. Він був членом баскетбольної та бейсбольної команд, демонструючи свою універсальність та спортивну майстерність. Ці заняття не лише допомогли йому розвинути фізичну витривалість і командний дух, але й посилили його лідерські якості, які пізніше стали важливими на футбольному полі. Вілсон показав, що його здібності не обмежуються лише одним видом спорту, а охоплюють різні сфери спортивного життя.Шаблон:College athlete recruit start
Шаблон:College athlete recruit entry
Шаблон:College athlete recruit end23 липня 2006 року Вілсон вступив до Університету штату Північної Кароліни (NC State), де почав свою кар'єру у футболі на високому рівні. Окрім цього, він також отримав пропозицію футбольної стипендії від Університету Дьюка, що свідчить про його значний потенціал та визнання його таланту серед провідних університетів. Тим не менше, Вілсон обрав NC State, де згодом розпочав свою успішну кар'єру на позиції квотербека..

## Студентська футбольна кар'єра

### штат Північна Кароліна
У сезоні 2007 року Вілсон почав свою кар'єру в NC State, граючи у червоній футболці. У 2008 році він розпочав як резервний квотербек поряд з досвідченим старшим Деніелом Евансом і молодшим Гаррісоном Беком. Проте обидва конкуренти за позицію не грали в основній команді після 2-го та 5-го тижнів сезону, що дозволило Вілсону стати основним квотербеком.
Після того, як він був призначений на цю роль, Вілсон вивів команду до рекорду 4–3 в регулярному сезоні, і NC State завершив сезон серією з чотирьох перемог. Однією з визначних перемог була гра проти «Східної Кароліни», де Вілсон набрав 201 ярд та тричі приземлився, що допомогло команді здобути перемогу з рахунком 30–24. Протягом останніх шести ігор регулярного сезону він кидав два тачдауни в кожній з них, продовжуючи демонструвати свою надійність і лідерство на полі.
У 2008 році Вілсон продовжував вражати своїми виступами на полі, зокрема в PapaJohns.com Bowl проти Rutgers. У цій грі він кинув на 186 ярдів та забив тачдаун, а також прорвався на 46 ярдів перед перервою. Наприкінці першого тайму, коли Вілсон намагався пробігти до чотириярдової лінії Ратгерса, він був перехоплений, і під час цього епізоду отримав розтягнення коліна. Через травму він не зміг повернутися в гру, і замість нього три інші гравці NC State допустили перехоплення, що в підсумку призвело до поразки з рахунком 29–23.
Незважаючи на це нещастя, Вілсон продовжив вражати своїми досягненнями в сезоні 2008 року. Він завершив сезон з 150 успішними спробами з 275 на 1955 ярдів та 17 тачдаунами, з одним-єдиним перехопленням. Також він набрав 116 переносів на 394 ярди та забив чотири тачдауни. Його ефективна гра принесла йому звання захисника першої команди All-ACC (Конференції Атлантичного узбережжя), ставши першим першокурсником в історії конференції, який отримав це почесне звання.
Перед сезоном 2009 року Вілсон був призначений захисником передсезонної футбольної команди ACC, що свідчило про його високий статус у конференції. 19 вересня 2009 року він встановив історичний рекорд NCAA, побивши досягнення Андре Вудсона з 325 пасів поспіль без перехоплення у матчі проти Гарднера-Вебба. Його серія з 379 передач без перехоплення обірвалась 3 жовтня в грі проти «Вейк Форест». Вілсон утримував цей рекорд до 10 листопада 2012 року, коли його перевершив квотербек Louisiana Tech Колбі Кемерон.
У 2009 році Вілсон також отримав почесну згадку All-ACC. Він завершив регулярний сезон з 3027 ярдами передач, 31 тачдауном і 11 перехопленнями. Хоча команда закінчила сезон з рекордом 5–7, Вілсон продовжував демонструвати свою майстерність та важливість для команди.

## Професійна футбольна кар'єра

### Попередній проект
16 січня 2012 року Вілсон розпочав підготовку до скаутського комбінату НФЛ у футбольній академії IMG Madden в Брейдентоні, штат Флорида. До драфту НФЛ 2012 року скаути та аналітики вважали Вілсона вибором середніх раундів. Попри його вражаючі футбольні здібності, часто згадували про його зріст як про можливу перешкоду.
У лютому 2012 року Кріс Вайнке, колишній захисник НФЛ і директор академії IMG Madden, заявив про Вілсона: «Якби йому було 6–5, він, ймовірно, був би номером 1 на драфті». Згодом 11 квітня 2012 року аналітик ESPN Monday Night Football Джон Груден підтвердив ці думки, сказавши: «Єдина проблема Рассела Вілсона — це його зріст. Це може бути причиною того, що його не вибрали в перших двох раундах». Тим не менш, навіть незважаючи на ці сумніви, Вілсон довів свою цінність на полі і став одним із найуспішніших квотербеків в історії НФЛ.Шаблон:NFL predraft

### Сіетл Сіхокс

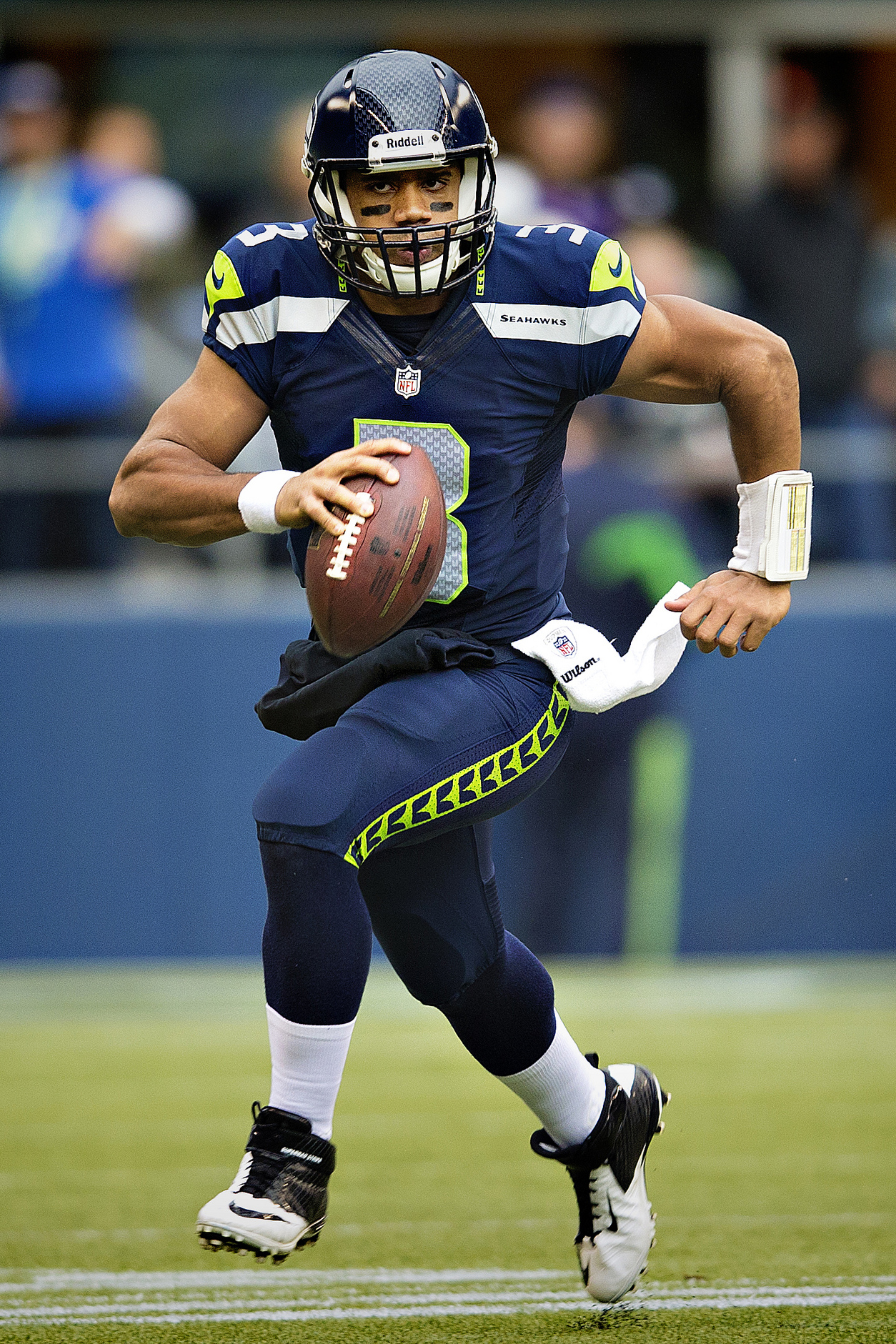
Вілсон проти « Міннесота Вікінгс» 4 листопада 2012 року

Вілсон був обраний Сіетл Сіхокс у третьому раунді (75-м загальним вибором) драфту НФЛ 2012 року, ставши шостим квотербеком, якого обрали. Команда отримала значну критику за цей вибір, оскільки вони щойно підписали контракт з вільним агентом Меттом Флінном, і багато хто сумнівався, чи потрібно було обирати ще одного квотербека. Проте, незважаючи на критику, Вілсон довів свою цінність і став важливою частиною команди.
7 травня 2012 року, через два тижні після драфту, Вілсон підписав чотирирічний контракт з Сіетл Сіхокс на суму 2,99 мільйона доларів. Цей контракт став початком його блискучої кар'єри в НФЛ, яка принесла йому численні досягнення та перемогу в Супербоці.
Вілсон дебютував у матчах передсезоння 11 серпня 2012 року проти Теннессі Тайтанс. Після цього, 24 серпня 2012 року, він вперше стартував у матчі передсезоння проти Канзас-Сіті Чіфс. Завдяки вражаючим виступам на полі, через два дні, 26 серпня 2012 року, Вілсон був призначений основним квотербеком на першу гру регулярного сезону. Це стало результатом його конкурентної боротьби за позицію з Меттом Флінном і Тарварісом Джексоном. Вілсон довів свою перевагу та здобув довіру тренерського штабу, що стало ключовим моментом для початку його успішної кар'єри в НФЛ.
1. ↑  Russell Wilson named 2012 NFL Rookie of the Year. Seahawks.com. 29 березня 2013. Архів оригіналу за 6 лютого 2013. Процитовано 3 квітня 2013.
2. ↑  Mulhern, Tom (29 серпня 2011). Late father's lessons still resonate with Badgers' Wilson. Madison.com. Процитовано 19 січня 2013.
3. ↑  Jenks, Jayson (23 жовтня 2015). Seahawks players, coaches recount where they got their start playing football. The Seattle Times. Процитовано 20 січня 2021.
4. ↑  Zeegers, Madilyn (26 листопада 2019). NFL: Russell Wilson's Ethnicity Brings Pride to Native Americans. www.sportscasting.com (амер.). Архів оригіналу за 12 листопада 2022. Процитовано 12 листопада 2022.
5. ↑  Seahawks QB Russell Wilson: 'I've Got Some Native American in Me'. Ict News (амер.). 27 січня 2015. Процитовано 12 листопада 2022.
6. ↑  Potrykus, Jeff (13 серпня 2011). Bond between Wilson and late dad cemented over time – JSOnline. The Journal Sentinel. Процитовано 19 січня 2013.
7. ↑  Preston, Chris (31 липня 2008). Wolfpack's Wilson living a dream as two-sport college athlete – College Sports – ESPN. ESPN.com. Процитовано 19 січня 2013.
8. ↑  O'Neil, Danny (6 вересня 2012). Russell Wilson's rise to NFL starter no surprise for those who know him | Seahawks. The Seattle Times. Процитовано 19 січня 2013.
9. ↑  Almond, Elliott (11 листопада 2015). Seattle quarterback Russell Wilson's sister signs with Stanford. Mercury News. Процитовано 7 лютого 2016.
10. ↑  Hendricks, Maggie (28 березня 2016). Stanford signee Anna Wilson discusses how big brother Russell has influenced her. USA Today. Процитовано 20 січня 2021.
11. ↑  Newman, Kyle (17 березня 2022). Russell Wilson reflects on connection formed with Colorado after being drafted by Rockies in 2010. The Denver Post (амер.). Процитовано 22 січня 2023.
12. ↑  Lewis, Stephen M. (21 грудня 2006). Collegiate QB Wilson first to double in winning Times-Dispatch Player of the Year. Richmond Times-Dispatch (англ.). Процитовано 20 січня 2021.
13. ↑  O'Neil, Danny (22 грудня 2012). Russell Wilson defied all odds to become the talk of the NFL. The Seattle Times. Процитовано 19 січня 2013.
14. ↑  Sessler, Marc (22 січня 2014). Russell Wilson once attended Peyton Manning's camp. NFL.com. Процитовано 11 грудня 2021.
15. ↑  Stewart, Arlene Hamilton (8 квітня 2012). I Do, I Do: Ashton Meem + Russell Wilson. Richmond Times-Dispatch. Процитовано 19 січня 2013.
16. ↑  Russell Wilson. Scout.com. Процитовано 7 жовтня 2011.
17. ↑  Russell Wilson 2008 Game Log. Sports Reference (англ.). Процитовано 1 лютого 2021.
18. ↑  Henderson, James (1 грудня 2008). Wilson Named First-Team All-ACC. PackPride.com (амер.). Процитовано 1 лютого 2021.
19. ↑  Russell Wilson 2009 Game Log. Sports Reference (англ.). Процитовано 1 лютого 2021.
20. ↑  2009 North Carolina State Wolfpack Schedule and Results. Sports Reference (англ.). Процитовано 1 лютого 2021.
21. ↑  Skurski, Jay (8 червня 2012). Gruden talks QB options for Bills. Buffalo News. Архів оригіналу за 8 червня 2012. Процитовано 11 грудня 2021.
22. ↑  Russell Wilson Contract, Salaries, and Transactions. Spotrac.com. Процитовано 19 січня 2013.
23. ↑  McIntyre, Brian (26 серпня 2012). Russell Wilson named starting QB by Seattle Seahawks. NFL.com. Процитовано 11 грудня 2021.